# Jupiter LIX
Jupiter LIX, cunoscut provizoriu ca S/2017 J 1, este un satelit natural exterior al lui Jupiter pe o orbită retrogradă. A fost raportat pe 5 iunie 2017 printr-un Minor Planet Electronic Circular⁠(d) de la Minor Planet Center.  Se crede că este aproximativ 2 km în diametru. 

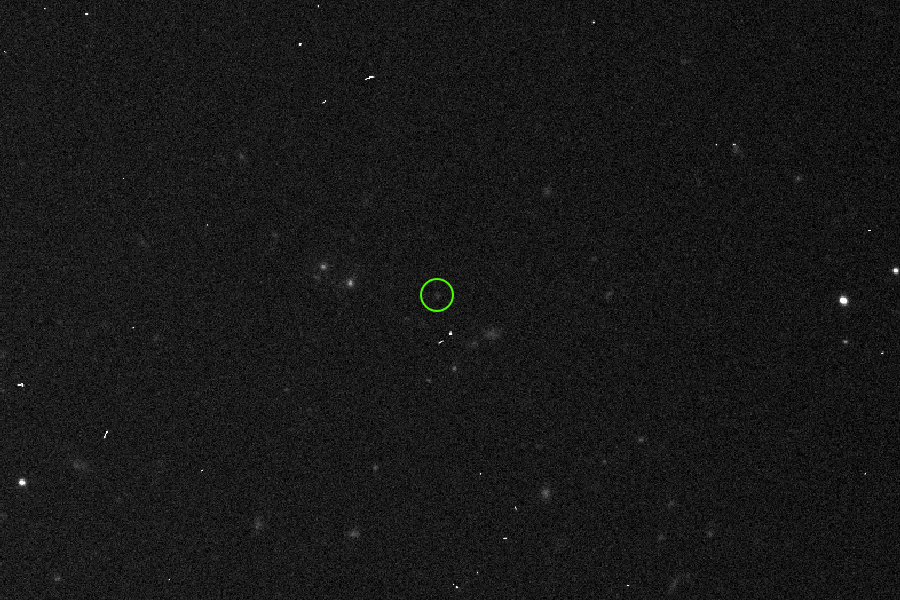
Imagine de recuperare a lui Jupiter LIX pe 8 septembrie 2010 (încercuit)

Este membru al grupului Pasiphae. Are o distanță orbitală medie de 23.547.105 km, cu o înclinație de 149,2 grade. Perioada sa este de 734,2 zile. 